# Fluproquazone
Fluproquazone (tên thương mại Tormosyl, RF 46-790) là một dẫn xuất quinazolinone với tác dụng giảm đau, hạ sốt và chống viêm mạnh được phát hiện bởi Sandoz. Nó đã bị rút trong quá trình phát triển do độc tính gan. :370  :520